# Amt Skovlund
Amt Skovlund (tysk: Amt Schafflund) er et amt i det nordlige Tyskland, beliggende i den nordvestlige del af Kreis Slesvig-Flensborg. Kreis Slesvig-Flensborg ligger i den nordlige del af delstaten Slesvig-Holsten (i Sydslesvig). Administrationen i amtet er beliggende i byen Skovlund.

## Kommuner i amtet
1. Bollingsted (ty. Bollingstedt)
2. Bøgslund (Böxlund)
3. Store Vi (Großenwiehe)
4. Hørup (Hörup)
5. Holt
6. Jardelund
7. Lindeved (Lindewitt)
8. Medelby
9. Meden (Meyn)
10. Nørre Haksted (Nordhackstedt)
11. Østerby (Osterby)
12. Skovlund (Schafflund)
13. Valsbøl (Wallsbüll)
14. Vesby (Weesby)